# Conchobar Abradruad
Conchobar Abradruad (i.e: aux Cils rouges) fils de Find File, fils de  Ros Ruad, fils de Ferhus Fairgge, fils de Nuadu Necht, de Laigin, est selon les légendes médiévales et les traditions pseudo historiques irlandaises un Ard ri Erenn.

## Règne
Il accède au trône après la mort de  Lugaid Reo nDerg, et règne seulement une année à la fin de laquelle il est tué par le fils de Lugaid, Crimthann Nia Náir. Le Lebor Gabála Érenn synchronise son règne avec celui de l'Empereur Romain
Vespasien (69-79 ap. J.-C.). La chronologie de Geoffrey Keating Foras Feasa ar Éirinn lui attribue comme dates  13 à  12 av J.-C.  et les  Annales des quatre maîtres  de  9 à  8 av J.-C..

## Sources
- (en) Cet article est partiellement ou en totalité issu de l’article de Wikipédia en anglais intitulé « Conchobar Abradruad » (voir la liste des auteurs), édition du 29 mars 2012.